# Heliga Symeon stylitens ortodoxa kyrka
Heliga Symeon stylitens ortodoxa kyrka, (polska: Cerkiew św. Symeona Słupnika) eller Ortodoxa kyrkan i Dołhobyczów, är en polsk-ortodox kyrkobyggnad belägen i byn Dołhobyczów i Lublins vojvodskap i östra Polen, nära gränsen till Ukraina.
Kyrkan är helgad åt den syriska munken och eremiten, Symeon styliten. Den tillhör Lublins och Chełms stift.

## Historik
Heliga Symeon stylitens ortodoxa kyrka i Dołhobyczów byggdes under 1904, som även ersatte en äldre kyrkobyggnad av trä som hade brunnit ner.
2010 genomgick kyrkan en renovering, där även dess ikonostas restaurerades.

## Kyrkan
Kyrkobyggnaden är byggd i bysantinsk stil i form av ett grekiskt kors.

## Bilder

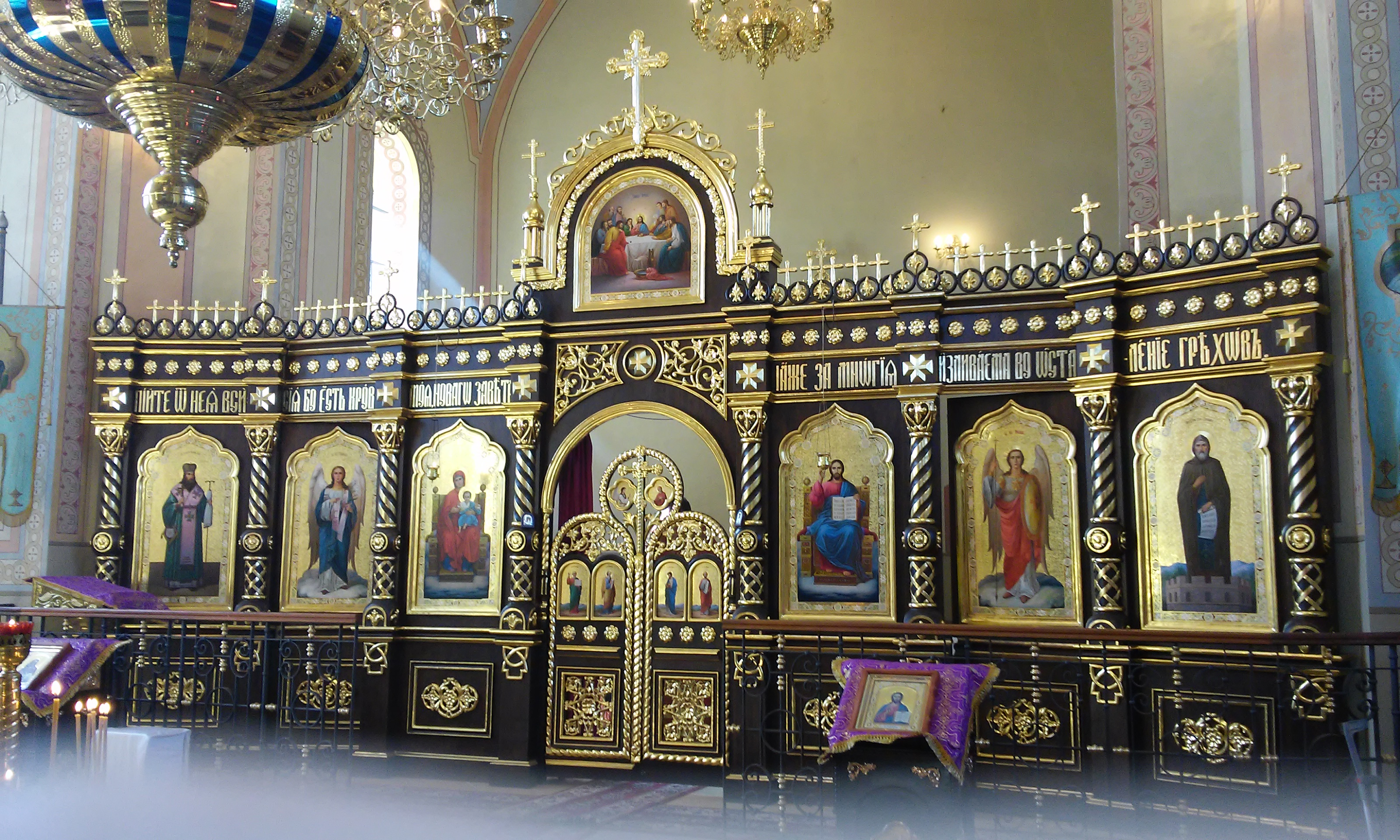
Kyrkans interiör mot ikonostasen.
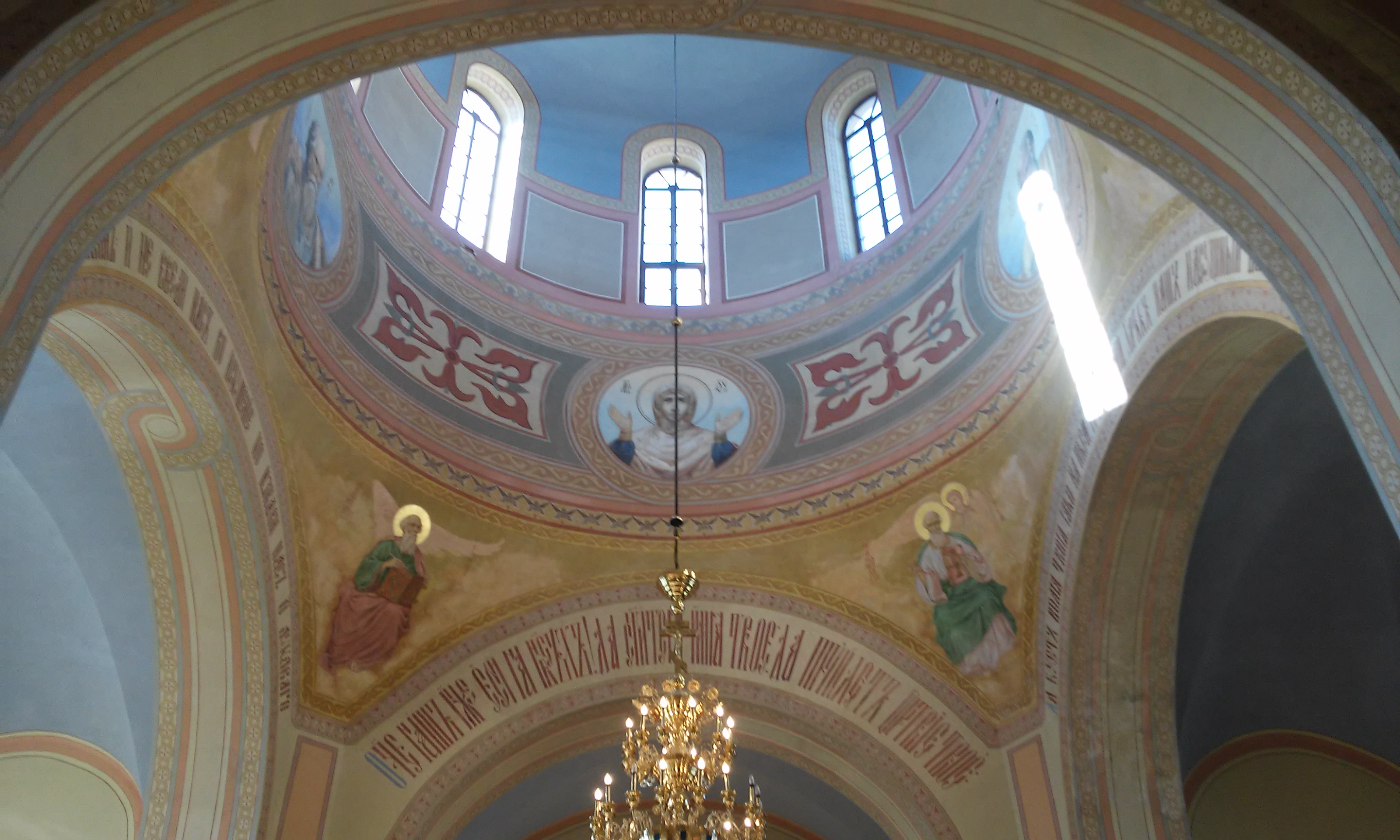
Kupolen inifrån.